# Daïra de Sidi Makhlouf
La daïra de Sidi Makhlouf est une circonscription administrative algérienne située dans la wilaya de Laghouat. Son chef-lieu est situé sur la commune éponyme de Sidi Makhlouf.

## Géographie

### Localisation
|           |                          |  |
| Aïn Mahdi | daïra de Sidi Makhlouf   |  |
|           | Laghouat, Ksar El Hirane |  |

## Communes
La daïra regroupe les deux communes de Sidi Makhlouf et El Assafia.